# Seminário Presbiteriano do Sul - Extensão Curitiba
O Seminário Presbiteriano do Sul - Extensão Curitiba (SPS Curitiba), anteriormente denominado Faculdade Teológica Sul-Brasileira, Faculdade Presbiteriana de Teologia FATESUL ou simplesmente Faculdade Presbiteriana FATESUL, é uma extensão do Seminário Presbiteriano do Sul, um seminário protestante reformado. 
Foi originalmente formado em Curitiba, em 2003, pela Associação Presbiteriana de Ensino e Beneficência (APRESBES), que por sua vez era mantida pelo Sínodo de Curitiba, Sínodo Vale do Tibagi, Sínodo Integração Catarinense (todos da Igreja Presbiteriana do Brasil) e pelo Sínodo das Igrejas Evangélicas Reformadas no Brasil.
A partir de 2022, foi incorporado à estrutura da Igreja Presbiteriana do Brasil, tornando-se extensão do Seminário Presbiteriano do Sul.

## História
Desde 1989 o Presbitério de Curitiba da Igreja Presbiteriana do Brasil intensificou o interesse na formação de ministros. O Presbitério das Araucárias criou o Centro Teológico Presbiteriano de Curitiba (CEPET), logo após sua organização, apoiado pelos dois presbitérios em Curitiba. Em 2003, os Sínodos de Curitiba, Vale do Tibagi, Integração Catarinense da Igreja Presbiteriana do Brasil e o Sínodo das Igrejas Evangélicas Reformadas no Brasil criaram a Associação Presbiteriana de Ensino e Beneficência (APRESBES) atuando na formação de ministros. No mesmo ano, a APRESBES iniciou o curso de Bacharel em Teologia, dando início a Faculdade Teológica Sul Brasileira (FATESUL), cujo primeiro diretor foi o Rev. Francisco Creti Neto.
Embora tenha crescido nos anos seguintes, até 2012 a FATESUL não era um seminário credenciado pela Junta de Educação Teológica da Igreja Presbiteriana do Brasil (IPB), pois era operada diretamente por 3 sínodos da IPB no Paraná, juntamente com as Igrejas Evangélicas Reformadas no Brasil e não pela própria IPB.
Em 2014 o Sínodo Integração Catarinense enviou documento ao Supremo Concílio da IPB pedindo posicionamento sobre a idoneidade do seminário, o que foi enviado a Junta de Educação Teológica. Em 2016 a Secretaria Executiva da IPB se pronunciou, reconhecendo o FATESUL como instituição idônea.
Todavia, em 2018 o Supremo Concílio da Igreja Presbiteriana do Brasil (IPB) decidiu que, mesmo reconhecendo com idôneos outras instituições, os candidatos ao sagrado ministério só deveriam ser enviados para seus seminários oficiais, esclarecendo que os seminário idôneos apenas são assim reconhecidos para fim de aproveitamento de disciplinas para curso em seminário da IPB.
Em 2022, o Supremo Concílio da Igreja Presbiteriana do Brasil aprovou uma proposta de incorporação do FATESUL na estrutura da denominação, tornando-o uma extensão do Seminário Presbiteriano do Sul.

## Influência
Desde a sua fundação a FATESUL contribuiu para a difusão da Fé Reformada no Paraná e região. Uma das contribuições significativas foi a criação do Encontro da Fé Reformada em Curitiba, que surgiu pela iniciativa do Rev. Luiz Eduardo Pugsley Ferreira e os seminaristas Rorgers Henry Pianaro, Rodrigo Oliveira e Elivanaldo Fernandes da Silva, em 2014.
Após sua criação, a instituição auxiliou na formação de vários pastores. Igualmente, passou a divulgar uma revista teológica semestralmente.
Além disso, a FATESUL realiza anualmente a Semana Teológica, com parceria da Igreja Presbiteriana do Brasil e Igrejas Evangélicas Reformadas no Brasil.